# Acrolophus bombaulia
Acrolophus bombaulia är en fjärilsart som beskrevs av Edward Meyrick 1922. Acrolophus bombaulia ingår i släktet Acrolophus och familjen Acrolophidae. Inga underarter finns listade i Catalogue of Life.